# Oil Spill Response (azienda)
Oil Spill Response Limited (OSRL) è un'azienda britannica specializzata nella gestione delle fuoriuscite di petrolio. L'azienda è stata fondata nel 1985 e impiegava, nel 2016, circa 300 persone in nove sedi. Gli azionisti sono tutte le principali compagnie petrolifere come BHP Billiton, Chevron Corporation, Eni, ExxonMobil, Petronas, Saudi Aramco, Royal Dutch Shell, Statoil e Total.

## Struttura finanziaria e societaria
OSRL è la più grande industria sviluppata e cofinanziata da una cooperativa per la risposta alle emergenze. Il finanziamento è fornito dai contributi annuali dei suoi 44 stakeholder e 118 soci straordinari, nonché dai proventi di gestione, questi ultimi rivestendo un ruolo sempre più importante nel finanziamento, rappresentando circa il 38,1% delle entrate dell'anno 2014 dai contributi del compagnie petrolifere partecipanti, mentre nel 2013 ancora il 39,1%, nel 2012 il 39,8% e nel 2011 circa il 44,0%. La quota dei contributi all'utile del 2014 è stata stimata al 27%. Oltre a un centro di allerta centrale, la gamma di servizi offerti comprende formazione e addestramento per specialisti (come saldatori subacquei), noleggio e sistemazione di attrezzature speciali (navi di soccorso, materiale), coordinamento di distribuzione e consulenza tecnica. L'obiettivo principale è la prevenzione e la rimozione dell'inquinamento da idrocarburi in alto mare e nelle acque costiere.

## Flotta
Oil Spill Response gestisce una flotta di aeromobili come parte delle proprie risorse per il rilevamento e l'intervento su incidenti legati alle fuoriuscite di idrocarburi. Gli aerei operano con il nome 2Excel Aviation e, al 2023, la flotta è così composta: